# Guadalcanal ora zero
Guadalcanal ora zero (The Gallant Hours) è un film statunitense del 1960 diretto da Robert Montgomery.
È una pellicola semi-documentaristica sul periodo trascorso al comando delle operazioni navali statunitensi nel Sud del Pacifico dal vice ammiraglio William Halsey fino alla vittoria degli Alleati a Guadalcanal.

## Produzione
Il film fu prodotto da Cagney-Montgomery Production, diretto da Robert Montgomery e girato a San Diego in California

## Distribuzione
Il film fu distribuito negli Stati Uniti nel 1960 dalla United Artists al cinema e dalla ABC per la televisione nel 1962. È stato poi pubblicato in VHS negli Stati Uniti dalla MGM/UA Home Entertainment.
Alcune delle uscite internazionali sono state:
- in Svezia il 13 giugno 1960
- negli Stati Uniti il 22 giugno 1960 (The Gallant Hours)
- in Germania Ovest il 1º luglio 1960 (Der Admiral)
- in Finlandia l'8 luglio 1960 (Ratkaisun hetket)
- in Austria il settembre 1960
- in Danimarca il 2 maggio 1961
- in Ungheria (A dicső órák)
- in Italia (Guadalcanal ora zero)
- in Grecia (I aeronavmahia tou Guadalcanar)
- in Spagna (Los tigres del mar)

## Promozione
La tagline è: "They Called Him the Bull of the Pacific...His Name Was Halsey..But the Enemy Spelled it Hell!".

## Critica
Secondo il Morandini il film pecca di poca azione nonostante le "tante navi e i tanti cannoni". Il lato biografico della pellicola risulta "encomiastico, ma non disprezzabile".